# William A. Blakley
William Arvis Blakley (Miami Station, 1898. november 17. – Dallas, 1976. január 5.) amerikai politikus, szenátor (Texas, 1957 és 1961). A Demokrata Párt tagja.

## Pályafutása
Blakley Missouriban született és Oklahomában nőtt föl. Az első világháborúban a hadseregben szolgált. 1933-ban ügyvédi szakvizsgát tett és Dallasban praktizált.
1957. január 15-én a kormányzó kinevezésével átvette a lemondott Price Daniel helyét a washingtoni szenátusban. Mandátuma 1957. április 28-án ért véget, amikor Ralph Yarborough megnyerte a Price Daniel helyére kiírt időközi választást (amelyen Blakley nem kívánt elindulni).
1958-ban sikertelenül indult a szenátusi választáson. A kormányzó 1961-ben ismét kinevezte szenátorrá, amikor Lyndon B. Johnson (akit alelnökké választottak) lemondott posztjáról. Ezúttal 1961. január 3-tól 1961. június 14-ig volt posztján, de miután sikertelenül indult a szenátusi helyre kiírt időközi választáson, mandátuma véget ért.
A politikai kitérő után visszatért Dallasba, eredeti hivatásához. A texasi nagyvárosban hunyt el 78 éves korában.